# Phryxe luctuosa
Phryxe luctuosa là một loài ruồi trong họ Tachinidae.